# Alfred Deléhelle
Jean-Charles-Alfred Deléhelle (* 12. Januar 1826 in Paris; † 21. Juli 1893 im 11. Arrondissement (Paris)) war ein französischer Komponist.

## Leben
Alfred Deléhelle studierte am Pariser Konservatorium, wo er Schüler von Hippolyte Colet und Adolphe Adam war. 1851 gewann er mit der Kantate Le Prisonnier den Premier Grand Prix de Rome.
Nach dem mit dem Preis verbundenen Aufenthalt in der Villa Medici in Rom und einer Reise nach Neapel und durch mehrere deutsche Städte ließ sich Deléhelle als Komponist in Paris nieder. 1859 wurde am Théâtre des Bouffes-Parisiens seine Operette L’Ile d’Amour nach einem Libretto von Camille du Locle uraufgeführt. Sie wurde von der Kritik gelobt und hatte Erfolg beim Publikum, obwohl sie sich gegen die Konkurrenz einer gleichzeitig gespielten Operette von Léo Delibes durchsetzen musste.
Von Deléhelle sind nur zwei weitere Werke überliefert: die komische Oper Monsieur Policinelle, die 1873 am Athénée uraufgeführt wurde, und die komische Oper Don Spavento nach einem Libretto von Léon Morand und Gustave Wattier, deren Uraufführung im Januar 1883 in der Koninklijke Schouwburg zu Den Haag stattfand.

## Weblink
- Lebenslauf auf der Website Musimem, Prix de Rome 1851

| Personendaten    | Personendaten                                       |
| ---------------- | --------------------------------------------------- |
| NAME             | Deléhelle, Alfred                                   |
| ALTERNATIVNAMEN  | Deléhelle, Jean-Charles-Alfred (vollständiger Name) |
| KURZBESCHREIBUNG | französischer Komponist                             |
| GEBURTSDATUM     | 12. Januar 1826                                     |
| GEBURTSORT       | Paris                                               |
| STERBEDATUM      | 21. Juli 1893                                       |
| STERBEORT        | 11. Arrondissement (Paris)                          |